# Шевченко Павло Іванович
Павло Іванович Шевченко (30 серпня 1929, с. Високопілля Валківського району Харківської області,  Українська РСР — 3 січня 2007, Кривий Ріг Дніпропетровської області, Україна) — український педагог та організатор освіти, професор, багаторічний ректор (1979 —2000) Криворізького державного педагогічного інституту/університету.

## Професійна біографія
Павло Іванович Шевченко народився 30 серпня 1929 року в селі Високопілля Валківського району Харківської області.
1937 року пішов до першого класу Високопільської середньої школи. У період окупації Харківської області під час Другої світової війни не вчився. Після визволення Харківської області 1943 року пішов до п’ятого класу, а 1949 року закінчив середню школу.
1953 року закінчив історичний факультет Харківського державного педагогічного інституту ім. Г. С. Сковороди. Після закінчення інституту був направлений на роботу директором семирічної школи с. Черемошна Воля у Волинській області.
У серпні 1954 року Павла Шевченка переведено на посаду директора Камінь-Каширської середньої школи.
1958 року із родиною переїжджає до Кривого Рогу. Працював вчителем історії в середній школі № 70, завучем школи-інтернату № 7, директором загальноосвітньої школи № 90.
1965—1978 роках очолював Криворізький міський відділ народної освіти.
1979—2000 роках — ректор Криворізького державного педагогічного інституту/університету.
1992—2000 роках П. І. Шевченко поєднував посаду ректора з посадою завідувача кафедри педагогіки і методики трудового навчання. Його діяльність на посаді ректора дозволила підняти інститут на IV рівень акредитації й набути статус державного педагогічного університету (1999 р.).
2000—2006 роках — завідувач кафедри педагогіки і методики трудового навчання і радник ректора Криворізького державного педагогічного університету.
Помер 3 січня 2007 року. Похований у місті Кривий Ріг.

## Наукова діяльність
1976 року  П. І. Шевченко закінчив аспірантуру при Дніпропетровському державному університеті. Його наукове дослідження пов’язане з удосконаленням політехнічної освіти, що поєднується з практичною діяльністю профорієнтаційних кабінетів у навчальних закладах Кривого Рогу.
1979 року захистив дисертацію «Педагогічні основи професійної орієнтації учнів старших класів загальноосвітньої школи на гірничорудні та металургійні професії» на здобуття наукового ступеня кандидата педагогічних наук (спец. 13.00.01 «Теорія та історія педагогіки») у спеціалізованій вченій раді в Науково-дослідному інституті педагогіки УРСР.
1985 року присвоєно вчене звання доцента по кафедрі педагогіки і психології.
1991 року присвоєно вчене звання професора по кафедрі педагогіки.
Наукові дослідження П. І. Шевченка присвячені різним аспектам профорієнтаційної роботи школярів, проблемам підготовки творчого вчителя, окремим питанням історії педагогічної думки, проблемам виховання молоді.

## Громадська діяльність
1968 і 1978 роках П. І. Шевченко був обраний делегатом Всесоюзного з’їзду вчителів. 1977 р. – делегат IV Республіканського з’їзду вчителів. 
1988 р. – делегат Всесоюзного з’їзду працівників народної освіти. 
Брав активну участь у житті Кривого Рогу, Дніпропетровської області. Був членом обласної колегії управління народної освіти, головою міського комітету захисту миру, депутатом Криворізького міської ради.

## Нагороди
- Відмінник народної освіти (1967)
- Орден Трудового Червоного Прапора (1971)
- Орден Трудового Червоного Прапора (1976)
- Почесне звання Заслужений вчитель Української РСР (1976)
- Медаль А. С. Макаренка (1985)
- Почесна медаль фонду миру (1986)
- Орден Дружби народів (1986)
- Відміник освіти СРСР (1987)
- Медаль К. Д. Ушинського (1989)
- Медаль «Ветеран праці» (1997)
- Медаль «Захиснику Вітчизни» (1999)
- Відзнака виконкому Криворізького міської ради Нагрудний знак «За заслуги перед містом» (2000)

## Публікації
Автор і співавтор 2 монографій, 11 науково-методичних і навчально-методичних посібників, близько 100 наукових статей у збірниках наукових праць і фахових періодичних виданнях

## Книги
- Шевченко П. И. (соавт.) Общие основы подготовки будущего учителя к профессиональному творчеству : [Архівовано 30 листопада 2021 у Wayback Machine.] учеб.-метод. пособие. – Днепропетровск, 1991. – 105 с
- Шевченко П. И. (соавт.) Организация досуга школьников: метод. рекомендации по проведению факультативных занятий. – Кривой Рог, 1991. – 80 с.
- Шевченко П. И. (соавт.) Организация свободного времени старшеклассников : учеб. пособие. – К. : Освіта, 1992. – 188 с.
- Шевченко П. И. (соавт.) Подготовка студентов к профессионально- педагогическому творчеству. – К. : Наук. думка, 1992. – 148 с.
- Шевченко П. І. (співавт.) Інструктивно-методичні матеріали по організації педпрактики студентів 4 курсу загальнотехнічного факультету : метод. посібник. – Кривий Ріг, 1994.
- Шевченко П. І. (співавт.) Інструктивно-методичні матеріали по організації педпрактики студентів 5 курсу загальнотехнічного факультету : метод. посібник. – Кривий Ріг, 1994.
- Шевченко П. І. Трудове виховання в історії розвитку школи. [Архівовано 30 листопада 2021 у Wayback Machine.] – Кривий Ріг : КДПУ, 2009. – 178 с.

## Вшанування пам'яті
- Будівничий Криворізького державного педагогічного університету: Пам'яті ректора (1979–2000) Шевченка Павла Івановича / авт. відео Володимир Ківа[4]
- Дрєєва Т. Найкращому ректору, вчителю, науковцю [відкриття меморіальної дошки на честь П. І. Шевченка] / Т. Дрєєва // Червоний гірник. – 2009. – 31 серпня. – С. 1.
- Крамаренко Т., Крамаренко М. Павло Шевченко – півстоліття в освіті: У ці дні Кривий Ріг вшановує світлу пам'ять людини, що всю себе віддала нашому славному місту // Домашня газета. – 2019. – 28 серпня. – С. 7.
- Меморіальна дошка на честь ректора Криворізького державного педагогічного університету (1979–2000) Шевченка Павла івановича[5]